# Connor Pass
Der Connor Pass (auch Conor Pass, irisch An Chonair) liegt auf der Dingle-Halbinsel im County Kerry im Südwesten der Republik Irland und ist mit einer Höhe von 456 m nach dem Sally Gap (503 m) der zweithöchste Pass Irlands.
Der Passbereich ist ein Refugium für eine „alpine Flora“, die das Ende der eiszeitlichen Vergletscherung überlebte. Obwohl jede hier vorkommende Pflanze an wenigen anderen Stellen in Irland auch vorkommt, ist hier die einzige Stelle, an der sie gemeinsam auftreten.
Auf der Passhöhe liegt ein Parkplatz, von dem aus man einen Blick nach Norden in Richtung Brandon Bay und Mount Brandon hat. Im Tal liegen mehrere Toteislöcher, die vom Cloghane River durchflossen werden. Vom Ort Cloghane ausgehend sieht man eine schnurgerade Pilgerstraße, die an ihnen vorbeiführt.
Die Seen Lough Adoon, Lough Camclaun und Lough Doon, letzterer nur einen Kilometer vom Pass entfernt, nahe der Straße gelegen, mit einem kleinen Wasserfall, liegen in so genannten Corries (Karen). An wenigen Stellen ist die Wirkung des Eises eindeutiger zu erkennen als in den Corries. Tatsächlich wurde 1849 am Lough Doon ein wichtiger Durchbruch beim Verständnis der Vergletscherung gemacht, als der alpine Bergsteiger John Ball (1818–1889) erkannte, dass die Corries von derselben Art sind wie die Kare der Schweiz.

## Verkehr
Die eigentliche Passstraße des Connor Pass ist ca. 1,4 km lang und sehr schmal. Für Fahrzeuge breiter als 6 Fuß (1,83 m) ist sie gesperrt. An einigen Stellen sind Ausweichbuchten, um den Gegenverkehr passieren zu lassen. Zur Hauptverkehrszeit führt der einspurige Verkehr zu Verzögerungen. Den Connor Pass zu meiden, benötigt einen Umweg von etwa 40 Kilometern.
Legal ist der Pass mit fast keinem Auto zu befahren. Die maximale Breite ist mit 1,6 m angegeben und das Gewicht auf 2 t beschränkt. Selbst ein Smart 42 ist zu breit.

## Galerie

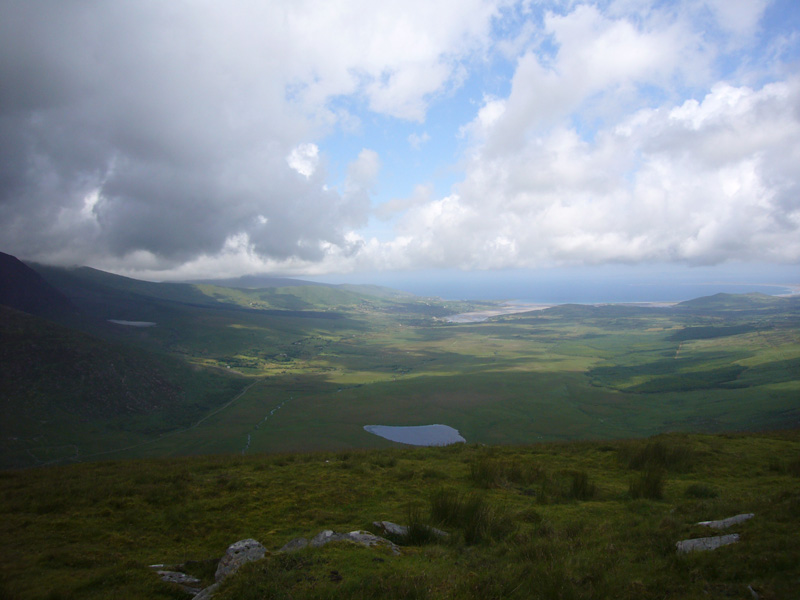
Blickrichtung Norden (Brandon Bay)
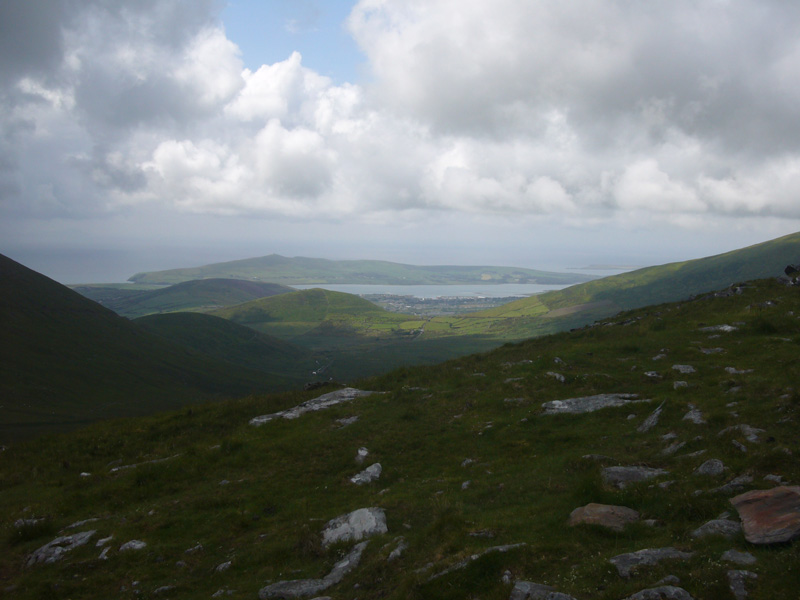
Blickrichtung Süden (Ort Dingle)
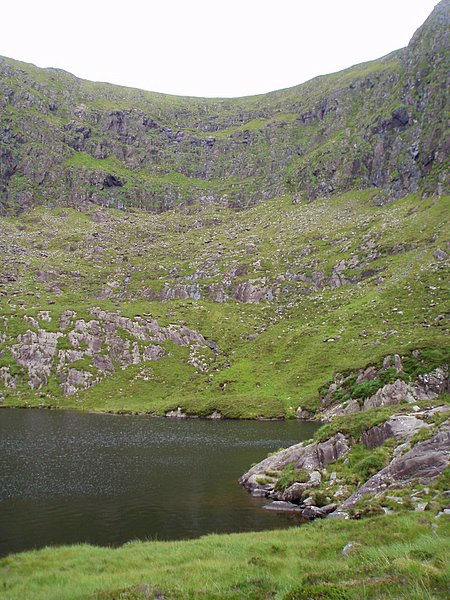
Loch Doon Corrie
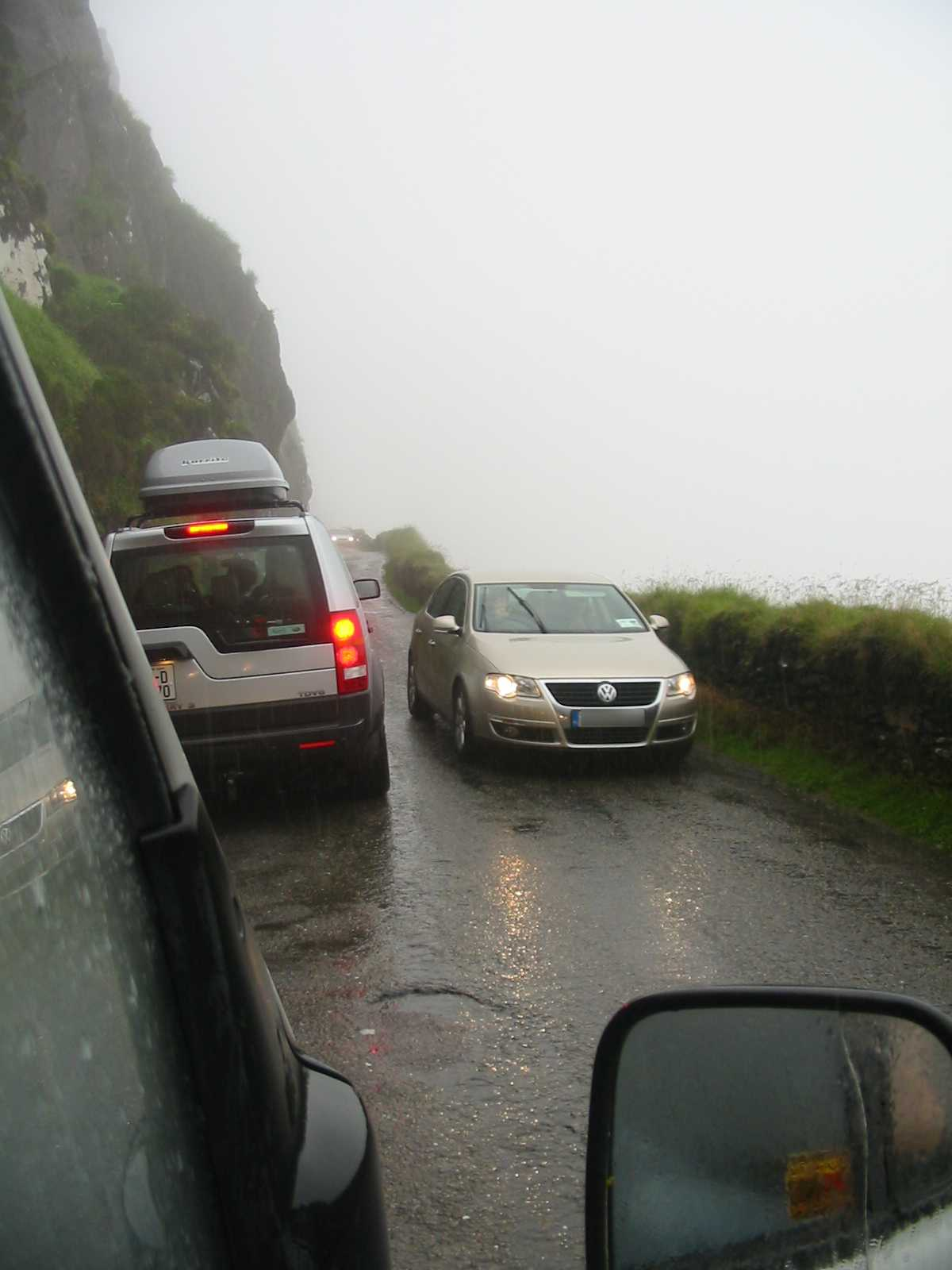
Connor Pass zur Hauptverkehrszeit
- Video: Flug über den Connor-Pass
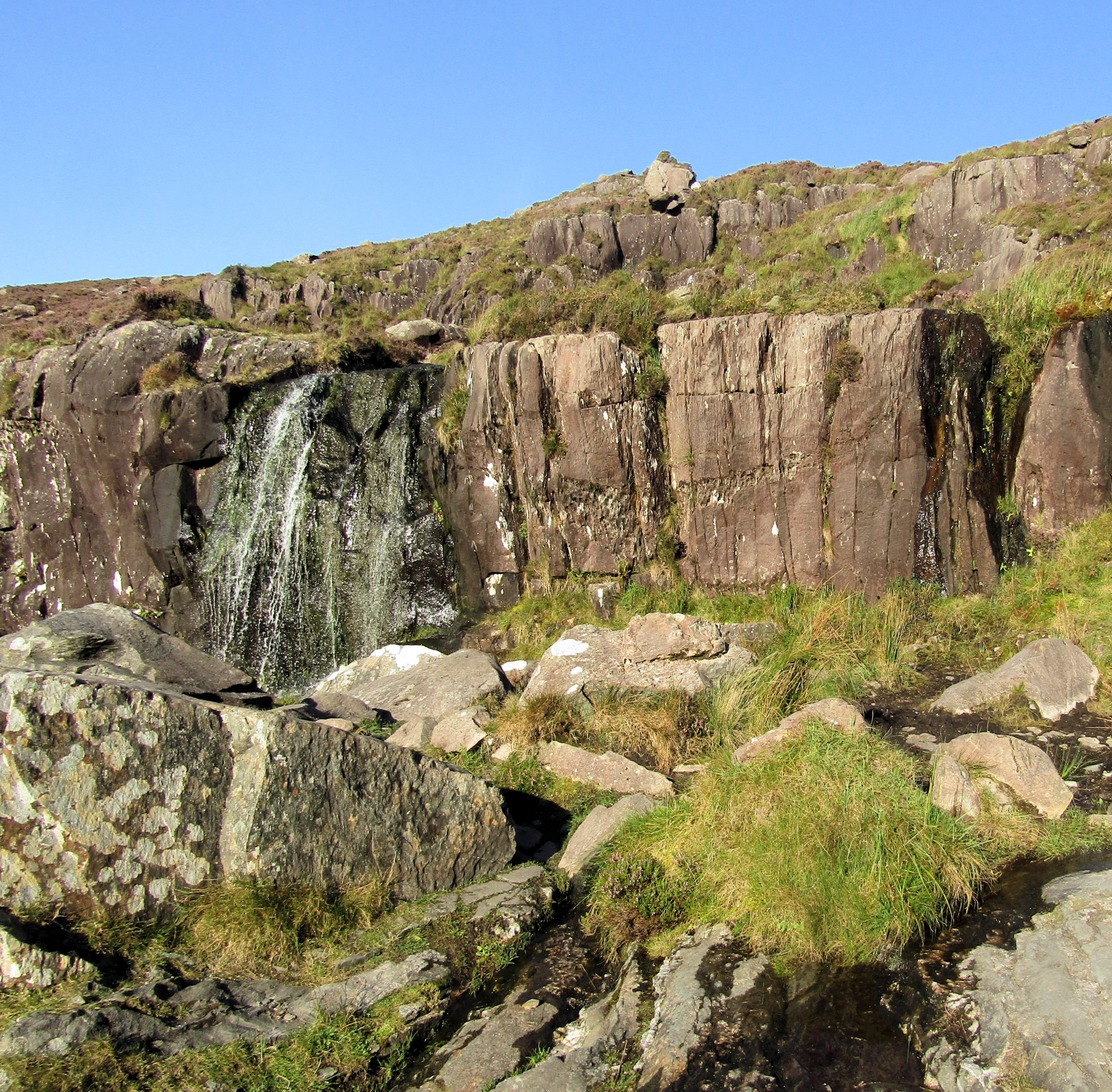
Wasserfall am Conor Pass